# Académie internationale d'histoire des sciences
L'Académie internationale d'histoire des sciences est une organisation regroupant les historiens des sciences. Cette académie a été fondée le 17 août 1928 au Congrès des sciences historiques par Aldo Mieli, Abel Rey, George Sarton, Henry Sigerist, Charles Singer, Karl Sudhoff et Lynn Thorndike.

## Publications
- Archivio di storia della scienza
- Archeion
- Archives internationales d'histoire des sciences

## Prix
- Médaille Alexandre-Koyré / Koyré medal
- Prix des jeunes historiens / prize for young historians

## Gouvernance
L'élection de nouveaux académiciens est effectuée à travers un vote ou peuvent prendre part tous les membres effectifs et honoraires, qui ont aussi le droit de nominer des candidats. C'est aussi à travers un vote qui au lieu pendant les congrès de sciences historiques que sont approuvées les réformes de statuts.
Comme l'académie est divisée en groupes nationaux, des organes de décision peuvent exister au sein de chacun de ses groupes.
Quant aux décisions administratives de l'académie, le noyau de prise de décision est traditionnellement composé par un petit groupe des officiers actifs ainsi que les anciens présidents. L'élection du président et vice-président se fait en fonction du pays dans lequel s'organisera le prochain Congrès international d'histoire des sciences, et ils assurent l'organisation de l'événement. Le secrétaire perpétuel reste pourtant le poste de responsabilité qui se charge des affaires ordinaires de l'académie.
Le poste de secrétaire perpétuel est un poste à vie, de façon que la liste des occupants est plus succincte que celles des présidents ou vice-présidents, et leur élection se fait après la mort de leur prédécéseur:
1. Aldo Mieli, élu le 21 mai 1929.
2. Petre Sergescu, élu le 15 avril 1950.
3. Alexandre Koyré, élu le 1er septembre 1965.
4. Ernest Wickersheimer, élu le 15 octobre 1964.
5. Pierre Costabel, élu le 28 aout 1965.
6. John D. North, élu le 16 juillet 1983.
7. Jacques Roger, élu le 2 aout 1989.
8. Emmanuel Poulle, élu le 8 mars 1993.
9. Robert Halleux, élu le 14 novembre 2009.
10. Efthymios Nicolaidis, élu le 27 juillet 2017.

## Membres
On peut consulter l'annexe consacré à liste de Membres de l'Académie internationale d'histoire des sciences ou alors la page des membres correspondants et membres effectifs du site de l'Académie internationale d'histoire des sciences: http://www.aihs-iahs.org/fr/membres